# Outreach
Outreach beschreibt verschiedene Maßnahmen, die Organisationen ergreifen, um aktiv mit ihren Angeboten Menschen zu erreichen, die bisher aus verschiedenen Gründen nicht daran teilhaben können. Dieses Verständnis von Outreach entsteht durch die Verbindung der beiden Bedeutungsebenen bei der Übersetzung aus dem Englischen: „to outreach“ als Verb bedeutet hinausreichen, übertreffen oder überwinden, als Nomen kann „outreach“ mit Reichweite übersetzt werden, aber auch mit Zugänglichmachen von Informationen oder Dienstleistungen an Personen, die andernfalls ausgeschlossen sein könnten. Dieser aus dem Angloamerikanischen stammende Begriff findet im deutschsprachigen Raum Anwendung in der Sozialen Arbeit, im Gesundheitswesen sowie in Wissenschafts- und Kulturinstitutionen. Er wird auch in der Wirtschaft verwendet. Outreach kann auf verschiedenen Wegen, mit verschiedenen Mitteln und unterschiedlichem Personaleinsatz erfolgen. Das richtet sich nach dem Ziel, das die Organisation mit Outreach anstrebt, nach den zu erreichenden Personengruppen und den finanziellen Möglichkeiten.
Der Begriff wird auch synonym für externe Wissenschaftskommunikation verwendet.

## Outreach in der Sozialen Arbeit
In der Sozialen Arbeit werden die Begriffe aufsuchende Sozialarbeit, Streetwork, outreach work und outreach oft gleichbedeutend verwendet. Es geht darum, eine sozialräumliche Nähe zu den betroffenen Personen herzustellen, damit diese Zugang zu sozialstaatlichen Unterstützungsleistungen erhalten. Verschiedene Zielgruppen, wie Jugendliche, Arbeitssuchende, Drogenabhängige oder Wohnungslose werden mit mobilen oder ortsbezogenen Angeboten an ihren jeweiligen Aufenthaltsorten erreicht. So sollen etwa mit outreach work Jugendliche für Angebote oder Projekte von Einrichtungen interessiert werden, die sie bisher nicht nutzen wollen.

## Outreach in Kulturinstitutionen
Outreach erlangt in Kulturinstitutionen an Bedeutung, wenn es um die Frage geht, wie Gesellschaftsgruppen einbezogen werden können, die nicht zum traditionellen Publikum zählen. Denn das Kulturpublikum bildet nur einen kleinen Teil der Gesellschaft ab. Outreach wird dabei definiert als „(…) ein systematischer Prozess, bei dem die Kulturinstitution strategische Maßnahmen abteilungsübergreifend plant, durchführt und evaluiert, um Gesellschaftsgruppen einzubeziehen, die das Kulturangebot aus unterschiedlichen Gründen nicht eigeninitiativ wahrnehmen. Dieser Prozess bewirkt eine Veränderung in der Haltung der Institution, der Diversität des Personals, ihrer Programmgestaltung und Kommunikation. Ziel ist eine diversere, die Gesellschaft widerspiegelnde Besucherschaft. Mit einer Outreach-Strategie können die verschiedenen Kategorien von Outreach in Communities, Schulen oder Digital Outreach nachhaltig eingeführt, stimmige Formate können entwickelt werden. Dabei gibt es eine Fülle von Formaten, die nicht mit den klassischen Angeboten der Kulturinstitutionen vergleichbar sind. Das können Formate außerhalb oder innerhalb der Organisation sein, wie beispielsweise ein Flash Mob oder mit Co-Creation entwickelte Kulturangebote wie Ausstellung und Theaterstücke oder Museumskoffer oder eine Fahrbibliothek.“